# Keshi
Keshi, pseudonimo di Casey Luong (Houston, 4 novembre 1994), è un cantante statunitense di origini vietnamite.
Legato ad Island Records dal 2017, con il suo album di debutto Gabriel ha raggiunto la top 20 della Billboard 200.

## Biografia
Nato a Houston da genitori vietnamiti, inizia a studiare chitarra fin dalla preadolescenza grazie al supporto di suo nonno. Dopo il diploma si laurea in scienze infermieristiche presso l'Università del Texas ad Austin, per poi lavorare per due anni presso il reparto oncologia del Texas Medical Center. Nel frattempo continua a portare avanti la pubblicazione di musica in maniera indipendente su YouTube e SoundCloud, pratica già iniziata ai tempi dell'università. Dopo aver acquisito una discreta popolarità attraverso questi mezzi, nel 2017 l'artista lascia il lavoro di infermiere e firma un contratto discografico con Island Records. Iniziando dunque a pubblicare dei singoli e dei "single albums", a volte tramite l'etichetta e a volte in maniera indipendente attraverso un'etichetta eponima. 
A partire dal 2018, Keshi inizia a pubblicare anche EP, ottenendo i suoi primi piazzamenti all'interno di classifiche Billboard con il secondo di essi, Skeleton.  Nel 2020 pubblica due EP: Bandals e Always. Continua successivamente a pubblicare singoli, ottenendo vari piazzamenti nella classifica singoli neozelandese a partire dal 2021: in particolare il brano Beside You raggiunge la posizione 7 della suddetta classifica. Nel 2022 pubblica il suo album d'esordio Gabriel, con il quale raggiunge la posizione 16 nella Billboard 200 oltre a posizionarsi nelle classifiche album di Australia e Canada. Alla pubblicazione dell'album segue un tour internazionale denominato Hell and Heaven Tour. Sempre nel 2022 collabora con Jeremy Zucker nel singolo Sociopath.

## Stile e influenze musicali
Lo pseudonimo "Keshi" nasce da un nomignolo con cui la sua famiglia lo chiama fin da bambino. Le sue principali ispirazioni musicali sono John Mayer, Frank Ocean, The 1975, Drake, Bryson Tiller.

## Discografia

### Album in studio
- 2022 – Gabriel
- 2024 – Requiem

### EP
- 2018 – The Reaper
- 2019 – Skeletons
- 2020 – Bandaids
- 2020 – Always

### Single album
- 2017 – If You're Not the One for Me Who Is
- 2018 – Good Days
- 2020 – Bandaids (Live Sessions)

### Singoli
- 2017 – Over U
- 2017 – If You're Not the One for Me Who Is
- 2017 – As Long as It Takes You
- 2017 – Magnolia
- 2017 – Just Friends
- 2018 – Good Days
- 2018 – Onoffonoff
- 2018 – 2 Soon
- 2019 – Right Here
- 2019 – Blue
- 2020 – More
- 2020 – Always
- 2020 – Drunk
- 2021 – Beside You
- 2021 – Somebody
- 2022 – Touch
- 2022 – Get It
- 2023 – Limbo

### Collaborazioni
- 2022 – It's You (Max feat. Keshi)